# Rush ABC 1974
RUSH ABC 1974 é um álbum ao vivo da banda canadense Rush. A gravação trata-se do primeiro show da banda a ser transmitido por rádio nos Estados Unidos, através da emissora WMMS FM, que foi realizado no Agora Ballroom, Cleveland, Ohio, em 26 de Agosto de 1974. Foi também um dos primeiros shows com Neil Peart à frente da bateria, substituindo John Rutsey, que havia saído da banda um mês antes. Também trata-se da oficialização da gravação (no Reino Unido), pois a mesma já circulava através de mídias piratas desde a década de 1990 e na internet desde 2002, com diversos nomes, sendo The Fifth Order of Angels o mais conhecido destes.
Os destaques do show ficam para faixas do álbum homônimo lançado em 1974, tais como Finding My Way, Need Some Love, In The Mood e Working Man (que ganha um poderoso solo de bateria), além de faixas que entrariam em álbuns posteriores (como The Best I Can, lançada somente em 1975 no álbum Fly By Night), Bad Boy (Cover de Larry Williams) e duas faixas que não foram lançadas em nenhum dos discos de estúdio da banda: Fancy Dancer e Garden Road.
Além destas faixas, o álbum traz três faixas bônus: Anthem, Beneath, Between & Behind e Fly By Night, todas elas oriundas de outro show realizado no mesmo local e transmitido pela mesma rádio, em Maio de 1975.
Lançado pela LeftField Media no Reino Unido em 24 de Outubro de 2011 e nos Estados Unidos em 1º de Novembro de 2011. Não existe previsão de lançamento no Canadá, bem como em outros países.
| Críticas profissionais                                                      | Críticas profissionais |
| Avaliações da crítica                                                       | Avaliações da crítica  |
| Fonte                                                                       | Avaliação              |
| --------------------------------------------------------------------------- | ---------------------- |
| ProgArchives.com                                                            | [ 5 ]                  |
| Esta tabela precisa de ser acompanhada por texto em prosa. Consulte o guia. |                        |

## Faixas
1. Finding My Way (Alex Lifeson, Geddy Lee) - 5:07
2. The Best I Can (Geddy Lee) - 3:06
3. Need Some Love (Geddy Lee, Alex Lifeson) - 3:21
4. In The End (Alex Lifeson, Geddy Lee) - 6:13
5. Fancy Dancer (Geddy Lee, Alex Lifeson) - 3:54
6. In The Mood (Geddy Lee) - 3:18
7. Bad Boy (Larry Williams) - 5:37
8. Here Again (Alex Lifeson, Geddy Lee) - 7:53
9. Working Man (Geddy Lee, Alex Lifeson) - 9:13
10. Drum Solo - 2:54
11. What You're Doing (Geddy Lee, Alex Lifeson) - 4:26
12. Garden Road (Geddy Lee, Alex Lifeson) - 3:03
13. Anthem** (Geddy Lee, Alex Lifeson, Neil Peart) - 4:21
14. Beneath, Between & Behind** (Alex Lifeson, Neil Peart) - 3:06
15. Fly By Night** (Geddy Lee, Neil Peart) - 2:46

(**)- Faixas-Bônus.

## Ficha técnica
- Geddy Lee – Baixo e vocal principal
- Alex Lifeson – Guitarra e vocal secundário
- Neil Peart – Bateria